# اینترمتزو
در موسیقی غرب، اینترمتزو (به انگلیسی: intermezzo) (خوانش انگلیسی: ‎/ˌɪntərˈmɛtsoʊ/‎، تلفظ ایتالیایی: [ˌinterˈmɛddzo])، در عمومی‌ترین تعریف خود، موسیقی است که در میان موسیقی یا نمایشی بزرگتری، جای می‌گیرد. در تاریخ موسیقی، این اصطلاح چندین کاربرد مختلف داشته‌است، که در دو دسته کلی قرار می‌گیرد: اپرای اینترمتزو و اینترمتزوی سازی.

## اینترمتزو رنسانس
اینترمتزو رنسانس که همچنین اینترمدیو نیز نامیده می‌شد، قطعه موسیقی درام نمایشی در نمایش‌های ماسک بوده‌است که میان پرده‌های گوناگون در نمایش‌های ایتالیایی و در مراسم خاص مانند ازدواج، پخش می‌شده‌است. در پایان سده شانزدهم، اینترمزو پرببینده‌ترین شکل نمایش دراماتیک و پیشرو اپرا بود. برجسته‌ترین نمونه‌های اینترمتزو برای عروسی‌های دودمان مدیچی در سالهای ۱۵۳۹، ۱۵۶۵ و ۱۵۸۹ نوشته شدند.

## اپرا اینترمتزو
اینترمتزو، در سده هجدهم، یک پیش‌درآمد اپرای شوخی (طنز) بود که میان پرده‌های اپرا سریا اجرا می‌شد. این اینترمیزی‌ها، با اینکه کوتاهتر از سریال اپرا بودند و در میان آنها اجرا می‌شدند، می‌توانستند خود آثار مهم و کامل باشند. آنها بیشتر لحن اپرای بزرگتری که در حال اجرا بود را تعدیل می‌کردند و شوخی و تضاد چشمگیری را پیش چشم تماشاچی می‌آوردند. بیشتر اینترمتزوها از یک یا چند شخصیت اصلی اپرا یا کمدی دلآرت بهره می‌بردند.

## اینترمتزو سازی
در سده ۱۹، اینترمتزو معنای دیگری پیدا کرد: اینترمتزو یک قطعه سازی شد که یا حرکتی بین دو اثر بزرگ‌تر بود، یا یک قطعه با ویژگی‌هایی که خود می‌توانست به تنهایی یک اثر کامل باشد. آهنگسازان اپرا گاهی اینترمتزوی سازی را به عنوان آهنگ‌های پیونددهنده میان کارهای اپرا می‌نوشتند. از این نظر، اینترمتزو مانند آنتراکته (entr'acte) بود. برجسته‌ترین این نوع اینترمزو احتمالاً اینترمزو غیرت روستایی از ماسکانی است.